# Argentoconodon fariasorum
L'argentoconodonte (Argentoconodon fariasorum) è un mammifero estinto appartenente ai triconodonti. Visse nel Giurassico inferiore (circa 195 - 181 milioni di anni fa) e i suoi resti fossili sono stati ritrovati in Argentina.

## Descrizione
I fossili attribuiti a questo animale comprendono un cranio e vari scheletri incompleti, che permettono di ricostruire un animale di piccole dimensioni, dalle caratteristiche probabilmente adatte a planare. Doveva essere assai simile al ben noto Volaticotherium della Cina, di poco più recente; in particolare, il femore aveva la stessa forma e proporzioni di quello di Volaticotherium, ed era altamente specializzato essendo privo di testa femorale. Il femore doveva avere un movimento rotazionale più limitato, ma era più utile nell'estensione della gamba e a resistere alle sollecitazioni durante il "volo". È probabile che Argentoconodon fosse dotato di un patagio molto ampio, a giudicare dal grado di possibilità di estensione della zampa posteriore, ed è probabile che gli arti anteriori fossero molto più grandi di quelli posteriori.

## Classificazione
Descritto per la prima volta nel 2007 sulla base di un solo dente molariforme proveniente dalla formazione Cañadon Asfalto in Patagonia, Argentoconodon fariasorum è stato subito attribuito al gruppo dei triconodonti; il dente, che possiede una combinazione di caratteristiche primitive e derivate, è attualmente conservato nel Museo Paleontológico Egidio Feruglio con il numero di catalogo MPEF-PV 1877. Al genere Argentoconodon sono stati in seguito attribuiti altri resti fossili molto più completi provenienti dalla stessa formazione, che hanno permesso di stabilire le reali parentele dell'animale: all'interno dei triconodonti, Argentoconodon era vicino ai generi Ichthyoconodon, Jugulator e Volaticotherium, e forse anche a Triconolestes.
La distribuzione spazio-temporale di Argentoconodon è piuttosto insolita, in quanto è un raro eutriconodonte del Giurassico inferiore e anche uno dei due soli rappresentanti sudamericani del gruppo (l'altro è Condorodon, di poco più recente). Altri mammiferi ritrovati nella formazione Cañadon Asfalto includono alcuni australosfenidi (tra cui Asfaltomylos) e un presunto alloterio.